# JACブッシュマスター
JACブッシュマスター は、1987年にJACから発売されたBV式ガスガン（フロンガス式エアソフトガン）である。

## 概要
実在するブルパップ式カービンであるブッシュマスター アームピストル(Bushmaster Arm Pistol)(英語版)をモデル化したもので、JACが1985年に発売した、同じ銃をモデルにしたとされている『バトルマスター(BM-I)』では実銃に比べ大きくアレンジがなされていたが、当製品では外観は極力オリジナルに忠実に再現され、グリップ部が左右45°に傾けられる独特の構造も再現されていた。
グリップ、レシーバーはABS樹脂製で、シリコーンゴム型で成型して製作されている。ガスチューブはアルミで再現されている。モデル化した実銃と同じく照準器はオープン式のフロントサイトのみで、BV式機構の特性（連射性に優れるが射撃精度が低い）と、当時は量産品にはパッキンやテフロンリングによるブレ止めなどが備えられていなかったため、バレルにかなりのガタつきがあることも相まって精密射撃には向かず、発売当初からサバイバルゲームのオフェンス（攻撃要員）向けとして宣伝、発売されていた。内部ユニットは真鍮製であり、フルオートオンリーのメカニズムで、単射（セミオート）はできない。ガスチューブは6mmのものをレシーバー後端下部から接続した。
スチールプレス製の60連エアー給弾マガジンを備えており、これは日本で発売されたエアソフトガン用のものとしては量産品初の多弾数マガジンである。オプションパーツとして100連に装弾数を増加させたものも発売された他、複数のマガジンを連結することができるマガジンクリップも市販された。
なお『バトルマスター(BM-I)』『バトルマスターII(BM-II)』同様、本体、マガジン共にアサヒファイアーアームズのOEM生産である。

## ブッシュマスターウルトラカスタム
ブッシュマスターを実用性を重視して独自にアレンジした、とされるモデルで、JACからではなく、ブッシュマスターの設計と製造を担当したアサヒファイアーアームズより同じく1987年に発売された。
モデルとなる実銃は存在せず、トイガンオリジナルのデザインである。その外見はブッシュマスターというよりもイギリスのブルパップ式アサルトライフルであるSA80に近いスタイルをしている。
アレンジは多岐にわたり、グリップ部が左右にスイングできるというブッシュマスター独自の構造は失われているが、フォアグリップは左右45°に角度を変更できる。新規設計されたフレームは、アルミプレスのフレームが真鍮製のユニットとアウターバレルを包み込む形となっており、シンプルだが剛性は非常に高い。 内部機構はテフロンリングやストレートライフリングバレルを採用するなど実用性の向上が図られた。フロントサイトは可倒式のものが備えられ、リアサイトはレシーバー（機関部）左側に装着するマウントベースを介して装備され、上下左右の調節のできるフルアジャストタイプのピープサイトとなっている。なお、リアサイトは外して純正のマウントベースに交換することができ、任意の光学照準器が搭載できる。
マガジンはJACブッシュマスター用のオプションパーツとして発売された100連のものが搭載されている。なお、JACブッシュマスターとは外装の互換性はほぼないが、マガジンは相互に使用できる。
グリップやフォアエンド等が緑色でフォアグリップのあるモデルの他、銃身が短くフォアグリップがなく、グリップ他のパーツが黒色の『ブッシュマスターウルトラカスタムショーティー』も発売された。